# Diocèse de Massa Carrare-Pontremoli
Le diocèse de Massa Carrare-Pontremoli (en latin : Diœcesis Massensis-Apuana ; en italien : Diocesi di Massa Carrara-Pontremoli) est un diocèse de l'Église catholique en Italie, suffragant de l'archidiocèse de Pise et appartenant à la région ecclésiastique de Toscane.

## Territoire

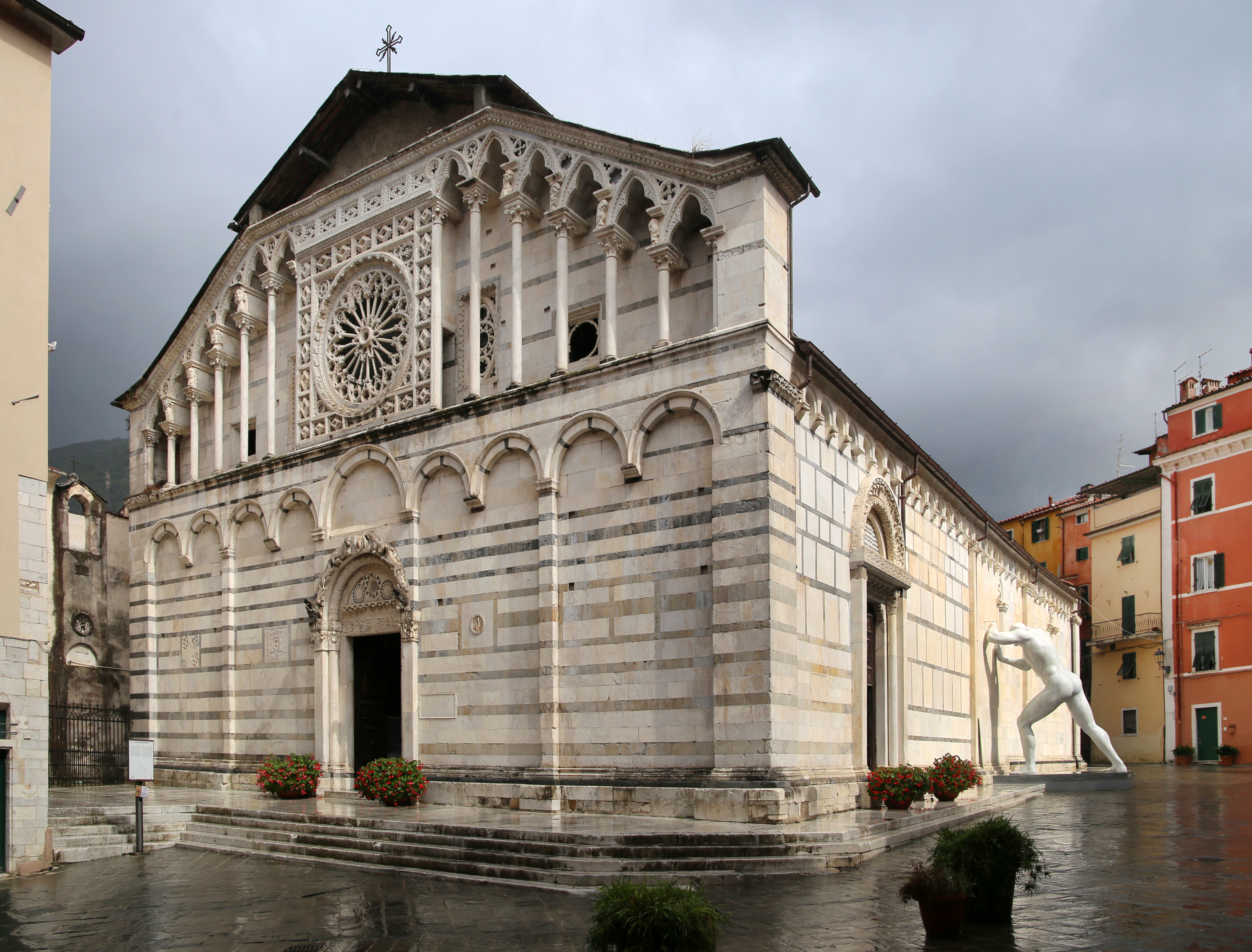
Vue extérieure de la cathédrale (Carrare).

Il est situé dans la province de Massa-Carrara ; il gère aussi une partie de la commune d'Albareto dans la province de Parme, l'autre fraction de la province étant dans les diocèses de Plaisance-Bobbio, Fidenza et Parme. Son territoire est d'une superficie de 1 174 km2 divisé en 244 paroisses regroupées en 6 archidiaconés. L'évêché est à Massa avec la cathédrale de saint Pierre apôtre et saint François. À Pontremoli, se trouve la cocathédrale de l'Assomption et à Carrare, la collégiale de saint André apôtre.

## Histoire
Le diocèse d’aujourd’hui est le résultat de l’union de deux anciens sièges épiscopales : le diocèse de Pontremoli fondé en 1797 et celui de Massa, érigé en 1822.

### Diocèse de Pontremoli
Le territoire qui devient plus tard le diocèse de Pontremoli faisait partie du diocèse de Luni (it) depuis l'Antiquité, appelé Luni-Sarzana depuis 1465 ; À partir du milieu du XVIIe siècle, Ferdinand II de Médicis annexe cette région au Grand-Duché de Toscane. Le diocèse de Pontremoli est érigé le 4 juillet 1797 par la bulle du pape Pie VI et devient suffragant de l' archidiocèse de Pise. Le territoire du nouveau diocèse est constitué de 123 paroisses, presque toutes prises du diocèse de Luni-Sarzana, à l'exception de trois qui appartenaient au diocèse de Brugnato.
La même année, le pape définit également le nombre et les dignités accordés au chapitre de la cathédrale de l'Assomption. L'année suivante, les paroisses de Seravezza sont séparées de Pontremoli et attribuées à l'archidiocèse de Pise. En 1855, le diocèse de Pontremoli s'agrandit en incorporant trois paroisses ayant appartenu au diocèse de Luni-Sarzana et deux autres ayant appartenu au diocèse de Brugnato. En 1955, il cède les paroisses de Caprigliola et d'Albiano Magra au diocèse de La Spezia.
Le 13 juillet 1962, par la lettre apostolique Etruriae illa regio, le pape Jean XXIII proclame la Vierge Marie, principale patronne du diocèse de Pontremoli.

### Diocèse de Massa
Le diocèse de Massa est érigé le 18 février 1822 par la bulle Singularis Romanorum du pape Pie VII et devient suffragant de l'archidiocèse de Pise. Le territoire du nouveau diocèse est composé de 112 paroisses du diocèse de Luni-Sarzana. L'année suivante, par un décret du 3 juillet 1823, le nouveau pape Léon XII ajoute d'autres paroisses, incluses dans le vicariat de Garfagnana et dans le prieuré de Castiglione, qui appartenait à l'archidiocèse de Lucques. En décembre 1853, sous la bulle Dum universi du pape Pie IX, le diocèse de Massa s'agrandit en incorporant neuf autres paroisses ayant appartenu à l'archidiocèse de Lucques et constituant le vicariat de Gallicano. Le 22 août 1855, le diocèse intègre la province ecclésiastique de l'archidiocèse de Modène.
Le 23 avril 1926, cependant, il redevint suffragant de l'archidiocèse de Pise sous la bulle Inter coetera du pape Pie XI. Le 20 juillet 1939, il change son nom en diocèse d'Apuanie (en latin: Dioecesis Apuaniensis), à la suite de la création l'année précédente de la municipalité d'Apuanie, qui réunissant celles de Massa, Carrare et Montignoso. Ce nouveau nom est maintenu jusqu'au 30 septembre 1986, date à laquelle il reprend son nom de diocèse de Massa. En 1959, les 12 paroisses de la province de La Spezia sont cédées au diocèse de Brugnato ; dans le même temps, les paroisses de Caprigliola et d'Albiano Magra sont annexées au diocèse de Massa et appartiennent depuis 1955 au diocèse de La Spezia et auparavant à celui de Pontremoli.
En 1970, l'évêque Aldo Forzoni transfère la résidence épiscopale dans le séminaire et le palais épiscopal abrite maintenant le musée diocésain et les archives historiques du diocèse.

### Diocèse de Massa Carrare-Pontremoli
Le 23 février 1988, l'union complète des deux diocèses est établie et le nouveau district ecclésiastique prend son nom actuel avec pour premier évêque Bruno Tommasi, ancien évêque de Pontremoli. Le 5 septembre 1992, le diocèse cède 106 paroisses de la province de Lucques à l'archidiocèse de Lucques, qui constitue le vicariat de Garfagnana. En 2003, le diocèse reprend sa physionomie territoriale actuelle avec le transfert au diocèse de Piacenza-Bobbio des paroisses de la municipalité de Borgo Val di Taro.

## Évêques de Massa Carrare-Pontremoli

### Évêques de Massa
- Francesco Maria Zoppi (1823-1832)
- Francesco Strani (1834-1855)
- Giacomo Bernardi (1856-1871)
- Giovanni Battista Tommasi (1872-1887)
- Amilcare Tonietti (1887-1893) nommé évêque de Montalcino
- Emilio Maria Miniati (1894-1909)
- Giovanni Battista Marenco, S.D.B (1909-1917)
- Giuseppe Bertazzoni (1917-1933)
- Cristoforo Arduino Terzi, O.F.M (1934-1945)
- Carlo Boiardi (1945-1970)
- Aldo Forzoni (1970-1988)

### Évêques de Pontremoli
- Girolamo Pavesi (1797-1820)
- Adeodato Venturini, O.S.B (1821-1837)
- Michelangelo Orlandi (1839-1874)
- Serafino Milani, O.F.M.Obs (1874-1889)
- David Camilli (1889-1893) nommé évêque de Fiesole
- Alfonso Maria Mistrangelo, Sch.P (1893-1899) nommé archevêque de Florence
- Angelo Antonio Fiorini, O.F.M.Cap (1899-1929)
- Giovanni Sismondo (1930-1954)
- Giuseppe Fenocchio (1954-1983)
- Bruno Tommasi (1983-1988) nommé évêque de Massa Carrara-Pontremoli

### Évêques de Massa Carrare-Pontremoli
- Bruno Tommasi (1988-1991) nommé archevêque de Lucques
- Eugenio Binini (1991-2010)
- Giovanni Santucci (2010-2021)